# Isingerode
Isingerode ist ein Ortsteil der Gemeinde Schladen-Werla. Der Ort hatte 2018 340 Einwohner.

## Geographie
Durch das Dorf verläuft der Eckergraben, ein künstlicher Seitenarm der Ecker, der um den nördlich des Dorfes gelegenen Kiesteich herumgeleitet wird und dann in die Oker mündet. Der ältere Teil Isingerodes liegt östlich des Eckergrabens, während sich westlich des Grabens hauptsächlich Gebäude befinden, die nach dem 19. Jahrhundert gebaut worden sind.

### Lage und Nachbarorte
Isingerode liegt etwa einen Kilometer östlich des Schladener Kernbereichs, rund 2,5 km westsüdwestlich von Hornburg und etwa 20 km südlich der Kreisstadt Wolfenbüttel.
| Werlaburgdorf | Börßum                                      | Hornburg      |
| Schladen      | Kompassrose, die auf Nachbargemeinden zeigt | Rhoden        |
| Beuchte       | Göddeckenrode Wülperode Lengde              | Rimbeck Bühne |

## Geschichte

### Ortsname
Isingerode wurde folgendermaßen erwähnt:
- 1214: Isingerod
- 1311/1400: Ysingerode
- 1481: Issingerode
- 1602: Isingroda
- 1754: Isingerode

Der Name Isingerode leitet sich von einem sächsischen Kurznamen „Iso“ oder „Isi“ ab, der auf die Bezeichnung „īsana“ zurückgeht, von welchem sowohl Ableitungsversuche aus der altniederdeutschen Wortwurzel „īsarn“ (Eisen, vergleiche r in engl. iron) als auch „īs“ (Eis) erwogen werden. Die Endung -ingerode ist bezeichnend für eine Welle an Rodungssiedlungen im 9. und 10. Jahrhundert, die im nördlichen Harzvorland angelegt wurden.
Ein weiteres Isingerode existiert in der Feldmark der Ortschaft Harlingerode im Landkreis Goslar zwischen den Städten Bad Harzburg und Goslar.

### Vorgeschichte

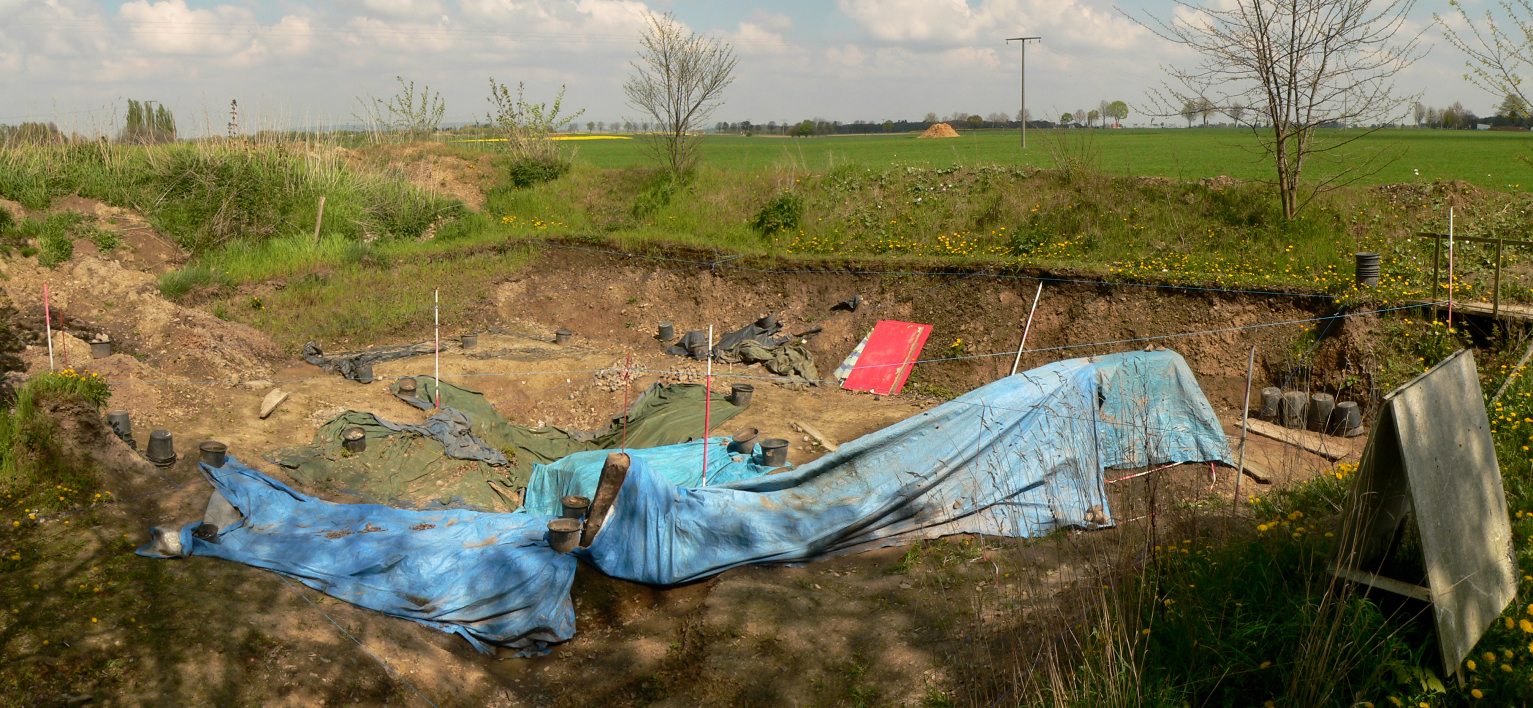
Ausgrabung der Schwedenschanze Isingerode

Die Vorgeschichte Isingerodes reicht bis in die Bronzezeit zurück; eine unbefestigte Siedlung konnte für das 1. Jahrtausend vor Christus  nachgewiesen werden. In der bronzezeitlichen Schwedenschanze Isingerode wurden von 2006 bis 2016 Ausgrabungsarbeiten ausgeführt.

### Ortsgeschichte
Isingerode ist Teil einer ganzen Anzahl von Vorwerken der Stadt Hornburg. Die meisten von ihnen, unter anderem die in der Feldmark gelegene und 1400 aufgegebene Siedlung Appenrode sind jedoch wüstgefallen. Erstmals erwähnt wurde Isingerode 1188 in einer Urkunde von Friedrich dem Ersten. Eine frühere Urkunde aus dem Jahre 1013 von Heinrich II. ist nicht eindeutig, da mehr als ein Isingerode in engem geografischen Raum existierte.
Bis zum 1. August 1941 gehörte Isingerode zum Landkreis Wernigerode. Im Zuge der Neuordnung des Salzgitter-Gebietes wurde der Ort zusammen mit Hornburg, Roklum und dem Vorwerk Tempelhof dem braunschweigischen Landkreis Wolfenbüttel zugeordnet.
Nach dem Zweiten Weltkrieg wurden etwa 80 Wohneinheiten im Dorf errichtet, woraufhin das Vorwerk seine Einwohnerzahl von 160 vor Kriegsbeginn auf ca. 400 im Jahre 1971 erhöhen konnte.
Am 1. März 1974 wurde Isingerode in die Gemeinde Schladen eingegliedert. Mit der Umwandlung der Samtgemeinde Schladen in eine Einheitsgemeinde am 1. November 2013 wurde der Ort ein Ortsteil der Gemeinde Schladen-Werla.

### Einwohnerentwicklung
| Entwicklung | Jahr | Einwohner | Bemerkungen   |
| --- | ---- | --------- | ------------- |
| Hier fehlt eine Grafik, die leider im Moment aus technischen Gründen nicht angezeigt werden kann. Wir arbeiten daran! | 1933 | 170       |               |
| Hier fehlt eine Grafik, die leider im Moment aus technischen Gründen nicht angezeigt werden kann. Wir arbeiten daran! | 1939 | 175       |               |
| Hier fehlt eine Grafik, die leider im Moment aus technischen Gründen nicht angezeigt werden kann. Wir arbeiten daran! | 1971 | 400       | Näherungswert |
| Hier fehlt eine Grafik, die leider im Moment aus technischen Gründen nicht angezeigt werden kann. Wir arbeiten daran! | 2003 | 347       | zum 30.09.    |
| Hier fehlt eine Grafik, die leider im Moment aus technischen Gründen nicht angezeigt werden kann. Wir arbeiten daran! | 2006 | 352       | zum 30.09.    |
| Hier fehlt eine Grafik, die leider im Moment aus technischen Gründen nicht angezeigt werden kann. Wir arbeiten daran! | 2015 | 331       | zum 30.06.    |
| Hier fehlt eine Grafik, die leider im Moment aus technischen Gründen nicht angezeigt werden kann. Wir arbeiten daran! | 2016 | 340       | zum 31.05.    |
| Hier fehlt eine Grafik, die leider im Moment aus technischen Gründen nicht angezeigt werden kann. Wir arbeiten daran! | 2017 | 332       | zum 30.04.    |
| Hier fehlt eine Grafik, die leider im Moment aus technischen Gründen nicht angezeigt werden kann. Wir arbeiten daran! | 2018 | 340       | zum 31.05.    |
| Quelle: bis 1939,1971, 2003 und 2006, ab 2015                                                                         |      |           |               |

## Wirtschaft und Verkehr

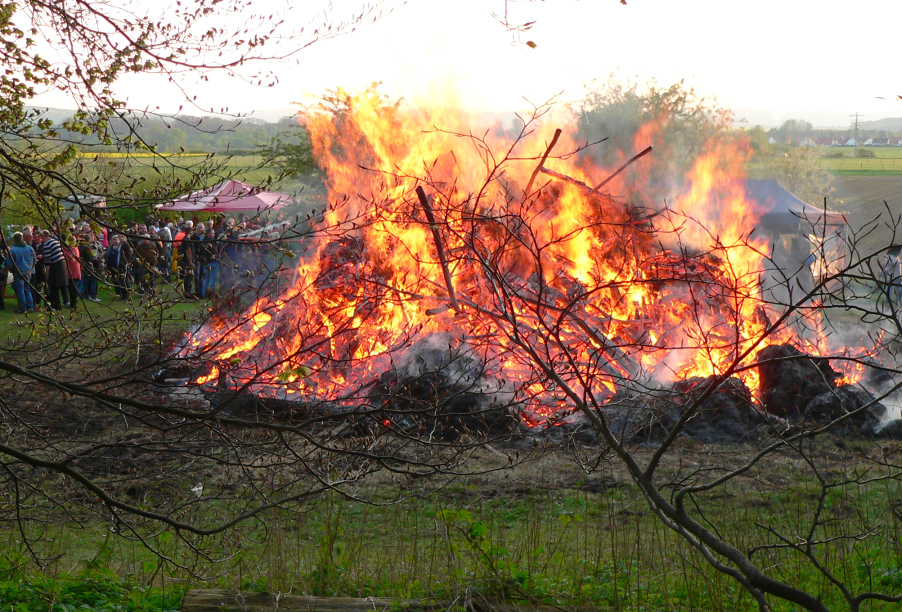
Osterfeuer in Isingerode, 2014

### Wirtschaft
In Isingerode hat sich im Süden ein kleines Gewerbegebiet entwickelt, ansonsten ist die Ortschaft primär als Pendlerdorf zu betrachten.

### Verkehr
Unmittelbar nördlich vorbei am Dorf führt im Abschnitt Schladen–Hornburg die Bundesstraße 82, für den weiteren Fernverkehr relevant ist die Bundesautobahn 36 nach Braunschweig und Bernburg (Saale). Die Landesstraße L 511 begrenzt den Ort im Westen und führt über Göddeckenrode nach Vienenburg.

### Religion
Isingerode verfügt über keine eigene Kirche; die Ortschaft bildet stattdessen mit Hornburg eine Kirchengemeinde.